# オーリア
オーリア（イタリア語: Oria）は、イタリア共和国プッリャ州ブリンディジ県にある、人口約15,000人の基礎自治体（コムーネ）。

## 地理

### 位置・広がり

#### 隣接コムーネ
隣接するコムーネは以下の通り。括弧内のTAはターラント県所属を示す。
- エルキエ
- フランカヴィッラ・フォンターナ
- ラティアーノ
- マンドゥーリア (TA)
- メザーニェ
- トッレ・サンタ・スザンナ